# 欧洲电信标准协会

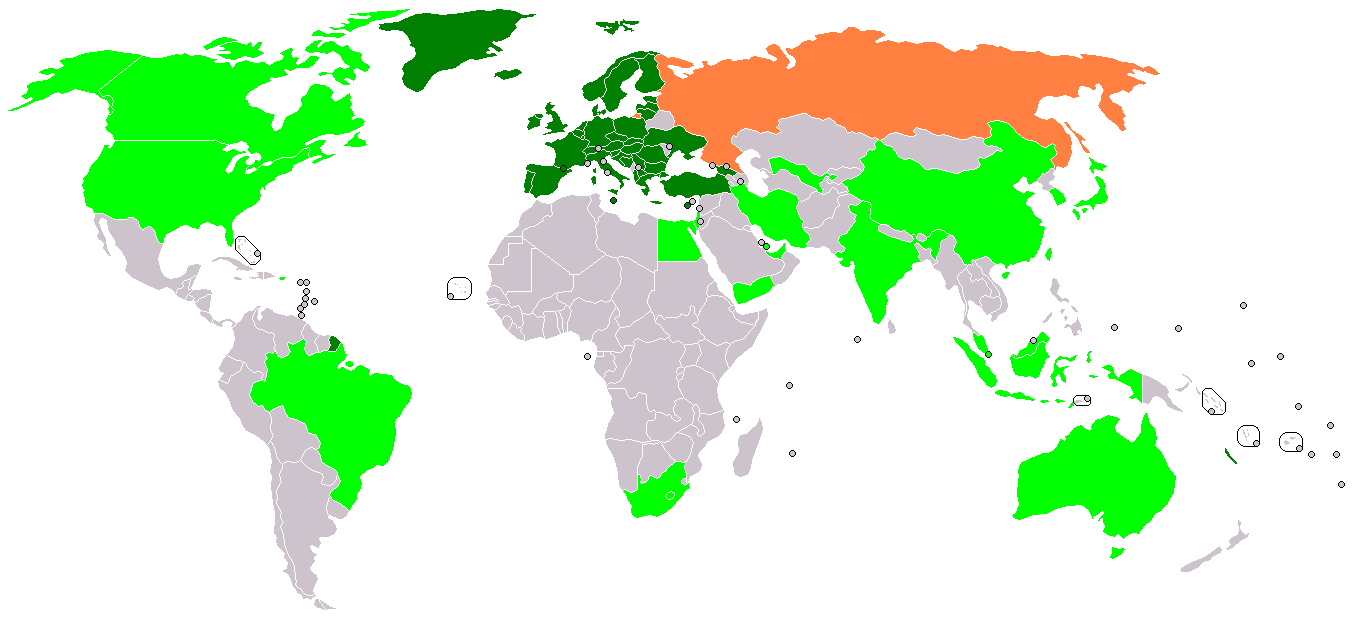
全权会员
准会员
观察员

欧洲电信标准协会（英語：European Telecommunications Standards Institute，缩写ETSI）也译欧洲电信标准化协会，是在欧洲的一个独立的、不以营利为目的的电信行业（设备制造商和网络运营商）标准化组织，总部设在法国索菲亚科技园，影响力辐射全球。ETSI制定适用于全球的信息技术与通信技术（ICT）标准，包括固定、移动、无线电、融合、广播和互联网技术。

## 总览
ETSI由欧洲邮电管理委员会（CEPT）于1988年创建，并得到了欧洲联盟委员会和欧洲自由贸易联盟（EFTA）秘书处的正式认可。ETSI总部位于法国索菲亚科技园，正式负责欧洲范围内的信息与通信技术的标准化。 
ETSI每年发布2,000至2500个标准。自1988年成立以来，它已产出超过30,000项标准。这些标准包括支撑关键性全球技术的标准，例如GSM、3G、4G、DECT、TETRA专业移动无线电系统，以及包括LPD无线电、智能卡和更多短距离设备技术要求在内的成功案例。 
知名的ETSI技术委员会和行业规范组（ISG）包括SmartM2M（機器對機器通信）、智能传输系统、网络功能虚拟化、网络安全、电子签名和基础设施等。 ETSI激发了3GPP和oneM2M的创建，并成为其合作伙伴。
在2013年，ETSI的预算超过2300万欧元，款项来自会员捐款、商业活动（如文档销售、测试和论坛举办）、工作合同和合作伙伴资金。 
ETSI组织是全球标准合作计划的创始合作伙伴。

## 会员
ETSI有欧洲内、外66个国家/地区的800多名会员，其中包括制造商、网络运营商、主管部门、服务提供商、研究机构以及用户，基本上涵盖了信息与通信技术领域的所有关键参与者。ETSI会员有近三分之一是中小型企業。
ETSI的全权（full）会员当前全部来自欧盟成员国。
ETSI目前的准会员有：澳大利亚、加拿大、美国、巴西、南非、莱索托、埃及、以色列、也门、卡塔尔、阿联酋、伊朗、乌兹别克斯坦、中华人民共和国（其成员香港和澳门、台湾有单独的资格）、印度、韩国、日本、马来西亚、新加坡、印度尼西亚。

## ETSI成果类型
- 欧洲标准，电信系列（EN）：当文档旨在满足特定于欧洲的需求并需要转换为国家标准时，或者在EC/EFTA要求下起草文档时使用。
- ETSI标准（ES）：当文档包含规范性要求并且有必要将文档提交给所有ETSI成员进行批准时使用。
- ETSI指南（EG）：当文档包含有关处理技术标准化活动的指南时使用，将其提交给所有ETSI成员以供批准。
- 特别报告（SR）：用于各种目的，包括公开技术委员会内部非产生成果的信息。ETSI SR也用于“虚拟”文档，例如通过网页查询数据库而动态生成的文档。SR由产生它的技术委员会出版。
- ETSI技术规范（TS）：当文档包含规范性要求且短期内推向市场，验证和维护必不可少时，由起草文档的技术委员会批准。
- ETSI技术报告（TR）：当文档主要包含信息性元素时使用，由起草文档的技术委员会批准。
- ETSI小组规范（GS）：由工业规范小组根据该组的职责范围内规定的决策程序使用。此类型由起草它的行业规范小组批准并采用。
- ETSI小组报告（GR）：由工业规范小组根据该组的职责范围内规定的决策程序使用。此类型是ETSI的可交付成果，仅包含信息元素，由起草它的行业规范小组批准并采用。

该列表收集自欧洲电信标准协会官方网站。